# Comunitat de comunes del sector de Derval

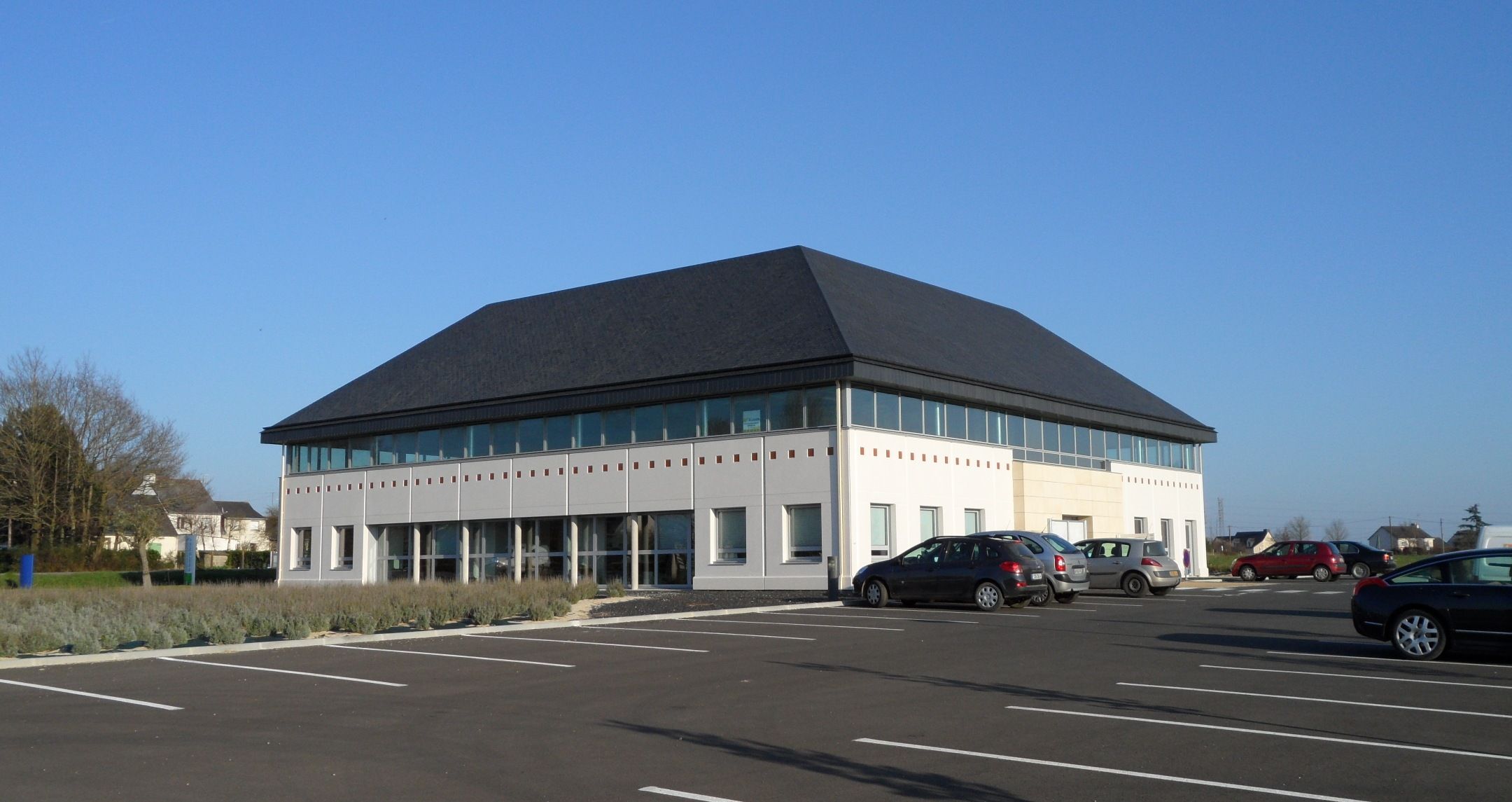
Seu de la intercomunalitat

La Comunitat de comunes del sector de Derval és una antiga estructura intercomunal francesa, situada al departament del Loira Atlàntic a la regió País del Loira però a la Bretanya històrica. Tingué una extensió de 257,9 kilòmetres quadrats i una població de 10.338 habitants (2010). Va existir de 2002 a 2016.

## Composició
Agrupava 7 comunes :
1. Derval
2. Jans
3. Lusanger
4. Marsac-sur-Don
5. Mouais
6. Saint-Vincent-des-Landes
7. Sion-les-Mines